# North Prairie
North Prairie és una població dels Estats Units a l'estat de Wisconsin. Segons el cens del 2000 tenia 1.571 habitants.

## Demografia
Segons el cens del 2000, North Prairie tenia 1.571 habitants, 531 habitatges, i 449 famílies. La densitat de població era de 228,9 habitants per km².
Dels 531 habitatges en un 44,4% hi vivien nens de menys de 18 anys, en un 73,6% hi vivien parelles casades, en un 7,2% dones solteres, i en un 15,4% no eren unitats familiars. En l'11,1% dels habitatges hi vivien persones soles el 2,4% de les quals corresponia a persones de 65 anys o més que vivien soles. El nombre mitjà de persones vivint en cada habitatge era de 2,96 i el nombre mitjà de persones que vivien en cada família era de 3,22.
Per edats la població es repartia de la següent manera: un 29,9% tenia menys de 18 anys, un 7,2% entre 18 i 24, un 32,8% entre 25 i 44, un 25% de 45 a 60 i un 5,2% 65 anys o més.
L'edat mediana era de 36 anys. Per cada 100 dones de 18 o més anys hi havia 101,1 homes.
La renda mediana per habitatge era de 67.596 $ i la renda mediana per família de 70.781 $. Els homes tenien una renda mediana de 41.977 $ mentre que les dones 27.250 $. La renda per capita de la població era de 24.470 $. Aproximadament l'1,3% de les famílies i el 2,1% de la població estaven per davall del llindar de pobresa.

## Poblacions més properes
El següent diagrama mostra les poblacions més properes.